# Nagoyajo (métro de Nagoya)
Nagoyajo (名古屋城駅, Nagoyajō-eki) est une station du métro de Nagoya sur la ligne Meijō dans l'arrondissement de Naka à Nagoya.

## Situation sur le réseau
La station Nagoyajo est située au point kilométrique (PK) 4,3 de la ligne Meijō.

## Histoire
La station a été inaugurée le 15 octobre 1965 sous le nom de Shiyakusho (市役所駅, Shiyakusho-eki). Elle prend son nom actuel le 4 janvier 2023.

## Services aux voyageurs

### Accès et accueil
La station est ouverte tous les jours.

### Desserte

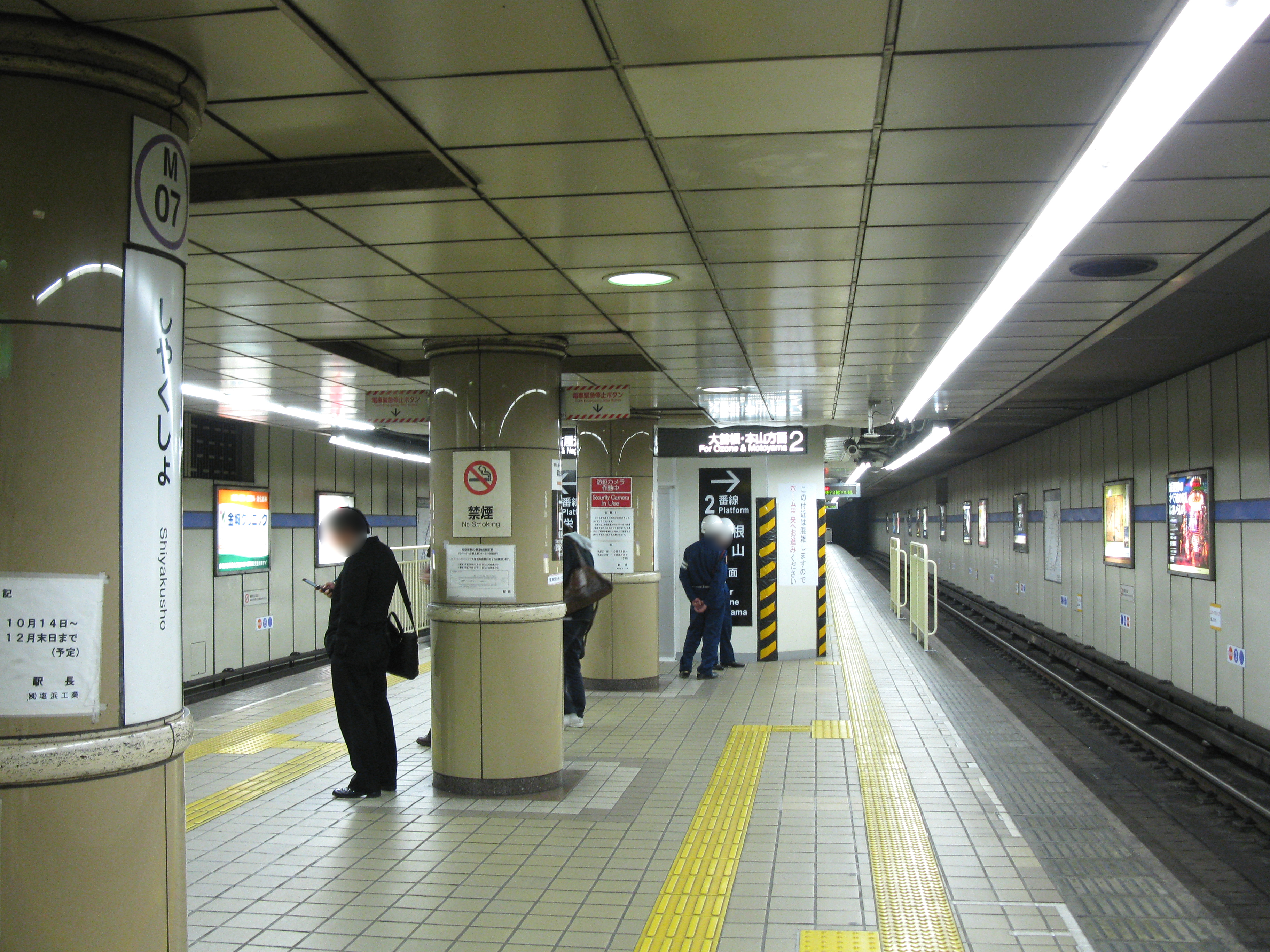
Vue du quai

- Ligne Meijō :
  - voie 1 : direction Aratama-bashi
  - voie 2 : direction Motoyama

## Dans les environs
- Château de Nagoya
- Archives de la ville de Nagoya
- Mairie de Nagoya